# Ordine di battaglia della battaglia di Custoza (1866)
La battaglia di Custoza del 24 giugno 1866 fu la battaglia che diede inizio alle manovre offensive della terza guerra di indipendenza italiana sulla terraferma e che vide la sconfitta delle truppe italiane, potenzialmente numericamente superiori e comandate dal generale La Marmora, di fronte alle truppe austriache dell'arciduca Alberto d'Asburgo, duca di Teschen.

## Schieramento austriaco
Le forze austriache integravano la cosiddetta "Armata del Sud", locuzione con cui si indicavano le truppe di stanza nei territori della Pianura Padana e delle altre aree del quadrante meridionale.
Armata Imperiale del Sud
Al comando dell'Arciduca Albrecht Friedrich Rudolf von Österreich-Teschen.
- V Corpo d'Armata (Feldzugmeister Gabrijel barun Rodić)
  - Brigata Bauer (Oberst Ferdinand Freiherr von Bauer)
    - 19.Jäger-Bataillon
    - Infanterie-Regiment "Ritter von Benedek" N.28
    - Infanterie-Regiment "Freiherr Nagy" N.70
    - 4 pfd. Fuss-Batterie N.3/V

  - Brigata Möring (Generalmajor Carl Freiherr Möring)
    - 21.Jäger-Bataillon
    - Infanterie-Regiment "Erzherzog Leopold Ludwig" N.53
    - Infanterie-Regiment "Freiherr von Grueber" N.54
    - 4 pfd. Fuss-Batterie N.4/V

  - Brigata Piret (Generalmajor Eugen Freiherr Piret de Bihain)
    - 5.Kaiser-Jäger-Bataillon
    - Infanterie-Regiment "Wilhelm Ludwig Großherzog von Baden" N.50
    - Infanterie-Regiment "Graf Folliot de Crenneville" N.75
    - 4 pfd. Fuss-Batterie N.2/V

  - Artiglieria di Corpo
    - 4 pfd. Fuss-Batterie N.5/V
    - 4 pfd. Cavallerie-Batterie N.7/V
    - 8 pfd. Fuss-Batterie N.10/V

  - Cavalleria di Corpo 
    - Uhlanen-Regiment "Franz II König beider Sicilien" N.12[1]
- VII Corpo d'Armata (Feldzugmeister Joseph Freiherr von Maroičić di Madonna del Monte)
  - Brigata Töply (Oberst Johann Freiherr Töply von Hohenvest)
    - 7.Jäger-Bataillon
    - Infanterie-Regiment "Freiherr von Alemann" N.43
    - Infanterie-Regiment "Erzherzog Ludwig Victor" N.65
    - 4 pfd. Fuss-Batterie N.1/VII

  - Brigata Scudier (Generalmajor Anton Freiherr von Scudier)
    - 10.Jäger-Bataillon
    - Infanterie-Regiment "Erzherzog Rudolph" N.19
    - Infanterie-Regiment "Erzherzog Ernst" N.48
    - 4 pfd. Fuss-Batterie N.2/VII

  - Brigata Welserscheimb (Oberst Otto Graf Wesler von Welserheimb)
    - 3.Kaiser-Jäger-Bataillon
    - Infanterie-Regiment "Großherzog von Mecklenburg-Strelitz" N.31
    - Infanterie-Regiment "Freiherr von Paumgartten" N.76
    - 4 pfd. Fuss-Batterie N.3/VII

  - Artiglieria di Corpo
    - 4 pfd. Fuss-Batterie N.4/VII
    - 4 pfd. Cavallerie-Batterie N.7/VII
    - 8 pfd. Fuss-Batterie N.9/VII

  - Cavalleria di Corpo
    - Huszaren-Regiment "Prinz Carl von Bayern" N.3[2]
- IX Corpo d'Armata (Feldmarshalleutenant Ernst Ritter von Hartung)
  - Brigata Kirchsberg (Generalmajor Carl Andreas Manger von Kirchsberg)
    - 23.Jäger-Bataillon
    - Infanterie-Regiment "Freiherr von Maroičić" N.7
    - Infanterie-Regiment "Graf Thun-Hohenstein" N.29
    - 4 pfd. Fuss-Batterie N.5/VII

  - Brigata Weckbecker (Generalmajor Hugo Joseph Freiherr von Weckbecker"
    - 4.Kaiser-Jäger-Bataillon
    - Infanterie-Regiment "König Ludwig II von Bayern" N.5
    - Infanterie-Regiment "Dom Miguel Herzog von Braganza" N.39
    - 4 pfd. Fuss-Batterie N.2/VIII

  - Brigata Böck (Oberst Karl Friedrich Freiherr Böck von Greissau)
    - 15.Jäger-Bataillon
    - Infanterie-Regiment "Wilhelm König der Niederlande" N.63
    - Infanterie-Regiment "Ferdinand IV Großherzog von Toscana" N.66
    - 4 pfd. Fuss-Batterie N.1/VIII

  - Artiglieria di Corpo
    - 4 pfd. Fuss-Batterie N.6/VII
    - 4 pfd. Cavallerie-Batterie N.8/VII
    - 8 pfd. Fuss-Batterie N.10/VII

  - Cavalleria di Corpo
    - Huszaren-Regiment "Alexander Prinz zu Württemberg" Nr.11[3] Escadron)
- Divisione di Fanteria della Riserva (Generalmajor Heinrich Rupprecht von Virtsolog)
  - Brigata Principe di Weimar (Oberst Gustav Friedrich Karl Prinz zu Sachsen-Weimar-Eisenach)
    - 36.Jäger-Bataillon
    - Infanterie-Regiment "Graf Degenfeld" N.36
    - 4.Bataillon, Infanterie-Regiment "Freiherr Maroičić" N.7
    - 4.Bataillon, Infanterie-Regiment "Freiherr Paumgarten" N.76
    - 4 pfd. Fuss-Batterie N.6/V

  - Brigata Benko (Generalmajor Anton Freiherr Benko von Boinik)
    - 37.Jäger-Bataillon
    - Infanterie-Regiment "Fürst Hohenlohe-Langenburg" N.17
    - Militär-Grenz-Infanterie-Regiment "Deutsch-Banater" N.12
    - 8 pfd. Fuss-Batterie N.9/V
- Riserva di Cavalleria (Oberst Ludwig Freiherr von Pulz)
  - Brigata Pulz (Oberst Ludwig Freiherr von Pulz]
    - Uhlanen-Regiment "Graf Trani" N.13[4]
    - Huszaren-Regiment "Fürst Liechtenstein" N.13[5]
    - Huszaren-Regiment "Kaiser Franz Josef" N.1[6]

  - Brigata Bujanovicz (Oberst August Bujanovics von Agg-Telek)
    - Uhlanen-Regiment "Franz II. König bei Sicilien" N.12[7]
    - Huszaren-Regiment "Alexander Prinz zu Württemberg" N.11[8]
    - Huszaren-Regiment "Carl Prinz von Bayern" N.3[9]

## Schieramento italiano
Armata del Mincio
Nominalmente agli ordini di Vittorio Emanuele II, il comando effettivo era esercitato dal Capo di Stato Maggiore, Generale d'armata marchese Alfonso Ferrero della Marmora.
- I Corpo (Generale d'armata Giovanni Durando)
  - 1ª Divisione (Tenente generale Enrico Cerale)
    - Brigata "Pisa" (Maggiore generale Onorato Rey di Villarey)
      - 29º e 30º Reggimento di fanteria
      - II Battaglione bersaglieri

    - Brigata "Forlì" (Maggiore generale Luca Dho)
      - 43º e 44º Reggimento di fanteria
      - XVIII Battaglione bersaglieri

    - Artiglieria divisionale
      - 10ª, 11ª e 12ª Batteria/6º Reggimento Artiglieria da Campagna

  - 2ª Divisione (Tenente generale Giuseppe Salvatore Pianell)
    - Brigata "Aosta" (Maggiore generale Giovanni Battista dall'Aglio)
      - 5º e 6º Reggimento di fanteria
      - VIII Battaglione bersaglieri

    - Brigata "Siena" (Maggiore generale Tito Cadolini)
      - 31º e 32º Reggimento di fanteria
      - XVII Battaglione bersaglieri

    - Artiglieria divisionale
      - 13ª, 14ª e 15ª Batteria/6º Reggimento Artiglieria da Campagna

  - 3ª Divisione (Tenente generale Filippo Brignone)
    - Brigata "Granatieri di Sardegna" (Maggiore generale Alessandro Gozzani di Treville)
      - 1º e 2º Reggimento granatieri
      - XIII Battaglione bersaglieri

    - Brigata "Granatieri di Lombardia" (Maggiore generale principe Amedeo d'Aosta)
      - 3º e 4º Reggimento Granatieri
      - XXXVII Battaglione bersaglieri

    - Artiglieria divisionale
      - 1ª, 2ª e 3ª Batteria/6º Reggimento Artiglieria da Campagna

  - 5ª Divisione (Tenente generale Giuseppe Sirtori)
    - Brigata "Brescia" (Maggiore generale Ernesto Manca Thiesi di Villahermosa)
      - 19º e 20º Reggimento di fanteria
      - III Battaglione bersaglieri

    - Brigata "Valtellina" (Maggiore generale Tito Lopez)
      - 65º e 66º Reggimento di fanteria
      - V Battaglione bersaglieri

    - Artiglieria divisionale
      - 1ª, 2ª e 3ª Batteria/9º Reggimento Artiglieria da Campagna

  - Cavalleria di Corpo (Maggiore generale Carlo Aribaldi-Ghilini)
    - Reggimento "Lancieri di Aosta"
    - Reggimento "Cavalleggeri di Lucca"
    - Reggimento "Cavalleggeri Guide"
- II Corpo (Tenente generale Domenico Cucchiari)
  - 4ª Divisione (Tenente generale Alessandro Nunziante, duca di Mignano) 
    - Brigata "Regina" (Maggiore Generale Giacinto Carini)
      - 9º e 10º Reggimento di fanteria
      - I Battaglione bersaglieri

    - Brigata "Ravenna" (Maggiore generale Ernesto Fioruzzi)
      - 37º e 38º Reggimento di fanteria
      - XXI Battaglione bersaglieri

    - Artiglieria divisionale
      - 4ª, 5ª e 6ª Batteria/6º Reggimento Artiglieria da Campagna

  - 6ª Divisione (Tenente generale Enrico Cosenz)
    - Brigata "Acqui" (Maggiore generale Mario Disma Schiaffino)
      - 17º e 18º Reggimento di fanteria
      - XV Battaglione bersaglieri

    - Brigata "Livorno" (Vincenzo Radicati di Primeglio)
      - 33º e 34º Reggimento di fanteria
      - XX Battaglione bersaglieri

    - Artiglieria divisionale
      - 5ª, 6ª e 8ª Batteria/9º Reggimento Artiglieria da Campagna

  - Cavalleria di Corpo (Maggiore generale Carlo de Barrai de Montauvard)
    - Reggimento "Lancieri di Novara"
    - Reggimento "Ussari di Piacenza"[10]
- III Corpo (Generale d'Armata Enrico Morozzo Della Rocca)
  - 7ª Divisione (Tenente generale Gerolamo Bixio)
    - Brigata "Re" (Maggiore gernerale Giovanni De Fornari)
      - 1º e 2º Reggimento di fanteria
      - IX Battaglione bersaglieri

    - Brigata "Ferrara" (Maggiore generale Antonio Novaro)
      - 47º e 48º Reggimento di fanteria
      - XIX Battaglione bersaglieri

    - Artiglieria divisionale
      - 1ª, 2ª e 3ª Batteria/5º Reggimento Artiglieria da Campagna

  - 8ª Divisione (Tenente generale Efisio Cugia di Sant'Orsola) 
    - Brigata "Piemonte" (Maggiore generale Agostino Noaro)
      - 3º e 4º Reggimento di fanteria
      - VI Battaglione bersaglieri

    - Brigata "Cagliari" (Maggiore generale Antonio Gabet)
      - 63º e 64º Reggimento di fanteria
      - XXX Battaglione bersaglieri

    - Artiglieria divisionale
      - 7ª, 8ª e 9ª Batteria/6º Reggimento Artiglieria da Campagna

  - 9ª Divisione (Tenente generale Giuseppe Govone)
    - Brigata "Pistoia" (Maggiore generale Carlo Bottacco)
      - 35º e 36º Reggimento di fanteria
      - XXVII Battaglione bersaglieri

    - Brigata "Alpi" (Maggiore generale Alessandro Danzini)
      - 51º e 52º Reggimento di fanteria
      - XXXIV Battaglione bersaglieri

    - Artiglieria divisionale
      - 4ª, 5ª e 6ª Batteria/5º Reggimento Artiglieria da Campagna

  - 16ª Divisione (Tenente generale SAR il principe Umberto)
    - Brigata "Parma" (Maggiore generale Maurizio Emilio Ferrero
      - 49º e 50º Reggimento di fanteria
      - IV Battaglione bersaglieri

    - Brigata mista (Maggiore generale Roberto de Sauget)
      - 8º Reggimento di fanteria (Brigata "Cuneo")
      - 71º Reggimento di fanteria (Brigata "Puglie")
      - XI Battaglione bersaglieri

    - Artiglieria divisionale
      - 10ª, 11ª e 12ª Batteria/5º Reggimento Artiglieria da Campagna

  - Cavalleria di Corpo (Maggiore generale conte Enrico Beraduo di Pralormo)
    - Reggimento "Lancieri di Foggia" (colonnello Carlo Canera di Salasco)
    - Reggimento "Cavalleggeri di Saluzzo"
    - Reggimento "Cavalleggeri di Alessandria"
- Divisione di Cavalleria (Tenente generale marchese Maurizio Gerbaix de Sonnaz de la Roche et de Chatelet)
  - I Brigata di cavalleria (Maggiore generale Luigi Soman)
    - Reggimento "Nizza Cavalleria"
    - Reggimento "Piemonte Reale Cavalleria"

  - II Brigata di cavalleria (Maggiore generale Ippolito Cusani Confalonieri)
    - Reggimento "Savoia Cavalleria"
    - Reggimento "Genova Cavalleria"

  - Brigata batterie a cavallo
    - 1ª e 2ª Batteria a Cavallo/5º Reggimento Artiglieria da Campagna
- Artiglieria della riserva (Colonnello Bologna)
  - Brigata Dogliati: 7ª, 8ª e 9ª Batteria/5º Reggimento Artiglieria da Campagna
  - Brigata Carrascosa: 13ª, 14ª e 16ª Batteria/6º Reggimento Artiglieria da Campagna
  - Brigata Palmeri: 7ª, 14ª e 15ª Batteria/7º Reggimento Artiglieria da Campagna